# SS Delphine (yacht)
Le SS Delphine est un yacht à vapeur construit en 1921 pour Horace Dodge, cofondateur du constructeur automobile américain Dodge et est l'un des derniers yachts à vapeur encore en service.

## Histoire

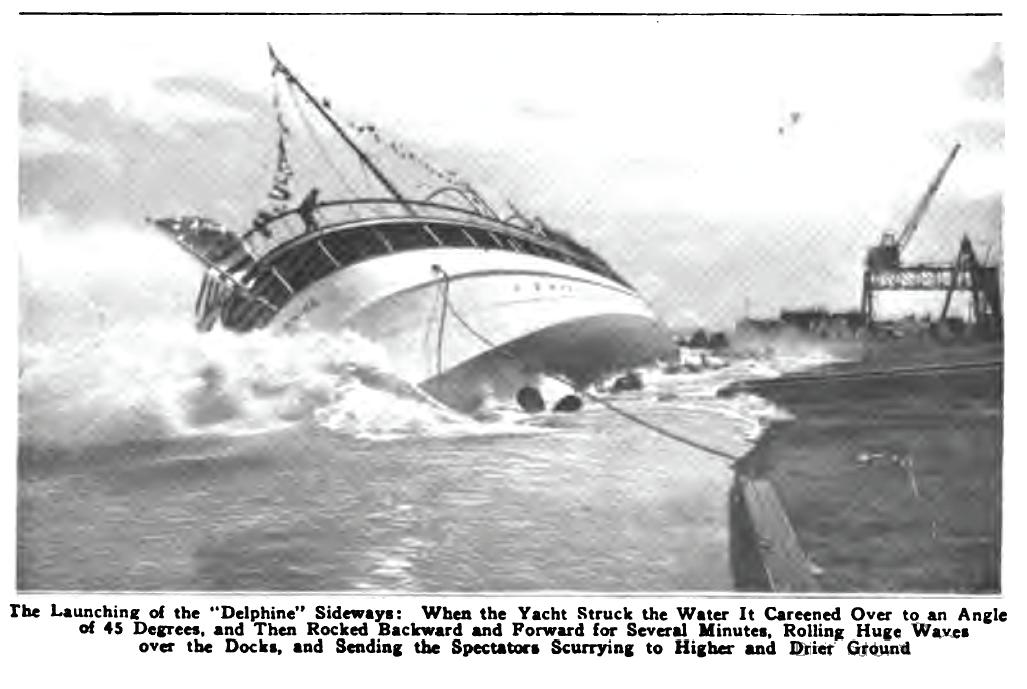
Le lancement du Delphine en 1921.

Le yacht est lancé le 2 avril 1921,, portant le prénom de la fille d'Horace Dodge. D'une longueur de 75 mètres, il est équipé de trois chaudières Babcock and Wilcox qui alimentent deux machines alternatives à quadruple expansion de 1 500 chevaux. « De tous les grands yachts à vapeur américains construits entre 1893 et 1930, le Delphine est le seul encore en activité à être resté dans sa configuration originale dont ses machines à vapeur d'origine. »
Le Delphine prend feu et coule à New York en 1926. Il est renfloué et restauré. Il subit d'autres dommages en 1940 en naviguant sur les Grands Lacs et il est de nouveau réparé.
Réquisitionné (auprès d'Anna Dodge, veuve d'Horace Dodge) par l'US Navy en janvier 1942, il est rebaptisé USS Dauntless (PG61), et sert de quartier général flottant pour l'amiral Ernest King, alors commandant en chef de la flotte américaine et chef des opérations navales. Repeint en camouflage vert et équipé d'un canon, le navire ne navigue pratiquement que sur le fleuve Potomac, en tant que yacht de l'amiral King. Il est rapporté que le Dauntless aurait servi de lieu de rencontre secret entre Roosevelt, Churchill et Molotov (ministre des Affaires étrangères de l'URSS) avant leur débat public à Yalta en 1945.
 
À la fin de la Seconde Guerre mondiale il est restitué à Anna Dodge, et se voit réaménagé pour un usage civil. Il reprend alors son nom d'origine de Delphine.
Le yacht change de propriétaire en 1967 et de nouveau en 1968, reprenant le nom de Dauntless, seulement pour être vendu en 1986, 1989, et finalement en 1997 — pour un prix proche de celui de la ferraille — à son propriétaire actuel, l'homme d'affaires belge Jacques Bruynooghe qui avec sa fille, procède à sa restauration complète pour 40 millions d'euros, le remettant dans sa configuration d'origine de 1921 y compris pour le décor intérieur et les machines à vapeur. Le bateau est rebaptisé Delphine par la princesse Stéphanie de Monaco le 10 septembre 2003.
Immatriculé à Madère (Portugal), le navire a son port d'attache à Monaco et sert à l'usage de la famille propriétaire ou à la location en Méditerranée pendant la saison.